# Hyalogryllacris straminea
Hyalogryllacris straminea är en insektsart som först beskrevs av Brunner von Wattenwyl 1888.  Hyalogryllacris straminea ingår i släktet Hyalogryllacris och familjen Gryllacrididae. Inga underarter finns listade i Catalogue of Life.